# Тарайковский, Александр Валерьевич
Алекса́ндр Вале́рьевич Тарайко́вский (бел. Аляксандр Валер’евіч Тарайкоўскі; 26 марта 1986 — 10 августа 2020, Минск) — участник белорусских акций протеста 2020 года. Первый погибший протестующий, чья смерть была официально подтверждена.

## Биография
Александр работал на тракторном заводе, был таксистом, затем стал предпринимателем — делал автомобильные шторки.
Был приговорён к 7 годам заключения за причинение тяжких телесных повреждений, повлёкших смерть. Жена Александра Елена Герман утверждает, что он заступился за мать — её избил сожитель, Александр избил сожителя матери кочергой и он умер. Тарайковский отбыл весь срок, и его судимость вскоре должна была быть снята.

### Обстоятельства гибели
10 августа 2020 года в 20:00 Тарайковский вернулся с прогулки домой с дочерью. Он очень возмущался, что людей задерживают. Узнал, что около станции метро «Пушкинская» собираются люди, и сказал жене, что поедет в свою квартиру в этом районе. В 22:30 Александр позвонил жене и сказал, что едет домой. С этого момента у семьи не было никакой информации, его искали в больницах и списках задержанных.
В тот же вечер МВД заявило о смерти протестующего, не назвав его имени. По данным МВД, мужчина погиб в результате взрыва на улице Притыцкого в Минске около 23:00 10 августа. В МВД утверждали, что это было неустановленное взрывное устройство, которое он хотел бросить в силовиков. Однако очевидцы отметили, что тогда силовики обстреляли протестующих светошумовыми гранатами, а у погибшего в руке ничего не взрывалось. Александр Тарайковский погиб рядом со станцией метро «Пушкинская».
13 августа после звонка журналистов жена Тарайковского Елена обратилась в Следственный комитет, где ей сказали, что Александра считают неопознанным. В то же время уже через несколько часов после его смерти 11 августа МВД и СК распространили информацию о его судимости, что означает, что он был опознан.
Елена утверждает, что при опознании тела Александра она не увидела ран, свидетельствующих о срабатывании взрывного устройства. Согласно официальному сообщению, Александр скончался от массивной кровопотери в результате открытой раны грудной клетки.
Позже журналисты обнаружили видео, на котором Тарайковский стоит в одиночестве с поднятыми руками перед вооружёнными силовиками, а затем падает. Рядом с ним не видно взрывов. Независимая следственная группа Conflict Intelligence Team пришла к выводу, что к гибели Тарайковского могут быть причастны спецподразделения белорусских силовых структур. 4 сентября было обнародовано ещё одно видео со стороны кинотеатра «Аврора». На нём видно, что в Александра Тарайковского стреляли два раза и после последнего выстрела на его футболке в области груди появляется большое пятно крови, после этого он сразу падает на землю.
16 августа министр внутренних дел Юрий Караев признал, что Тарайковский мог быть убит резиновой пулей.
Журналист Вадим Шундалов решил покинуть государственную газету «СБ. Беларусь сегодня» после гибели Тарайковского, заявив, что им не разрешили сообщать о видео, противоречащем официальной версии его смерти.
В декабре 2020 года председатель КГБ Иван Тертель заявил на встрече с сотрудниками «Гродно Азот», что Тарайковский нагло и целенаправленно стоял перед милицией.
В опубликованной в январе 2021 года аудиозаписи человек с голосом, похожим на начальника ГУБОПиК Николая Карпенкова, подтвердил, что Тарайковский был убит выстрелами его подчинённых. Пресс-секретарь Министерства внутренних дел Республики Беларусь Ольга Чемоданова заявила, что запись является фейковой.
2 февраля TUT.BY получил результаты фоноскопической экспертизы записи, опубликованой BYPOL. В аудиозаписи речь идёт о смерти Александра Трайковского, о применении летального оружия и о «лагерях для острокопытных». Экспертиза подтвердила, что голос на записи принадлежит Николаю Карпенкову, и не выявила признаков монтажа.
19 февраля 2021 года Следственный комитет признал, что Тарайковский погиб в результате проникающего ранения, а не взрыва, но заявил, что силовики применили против него нелетальное оружие по закону, и отказался возбуждать уголовное дело по факту его гибели.
2 апреля 2021 года семье Тарайковского отказали в ознакомлении с материалами проверки по факту его гибели.
В ноябре 2021 года Надежда Гурманчук, проработавшая судмедэкспертом в Минске более десяти лет, принявшая участие в исследовании тела Тарайковского и впоследствии покинувшая страну по политическим мотивам, подтвердила, что Тарайковский был убит резиновыми пулями. Гурманчук заявила, что у него было два пулевых ранения — в сердце и в ногу.
В феврале 2022 года Александр Лукашенко в интервью Владимиру Соловьёву признал, что Тарайковского застрелили резиновыми пулями силовики.
В декабре 2024 года Киберпартизаны заявили, что в качестве официальной причины смерти Александра Тарайковского указана открытая рана передней стенки грудной клетки.

## Похороны. Память. Последующие события

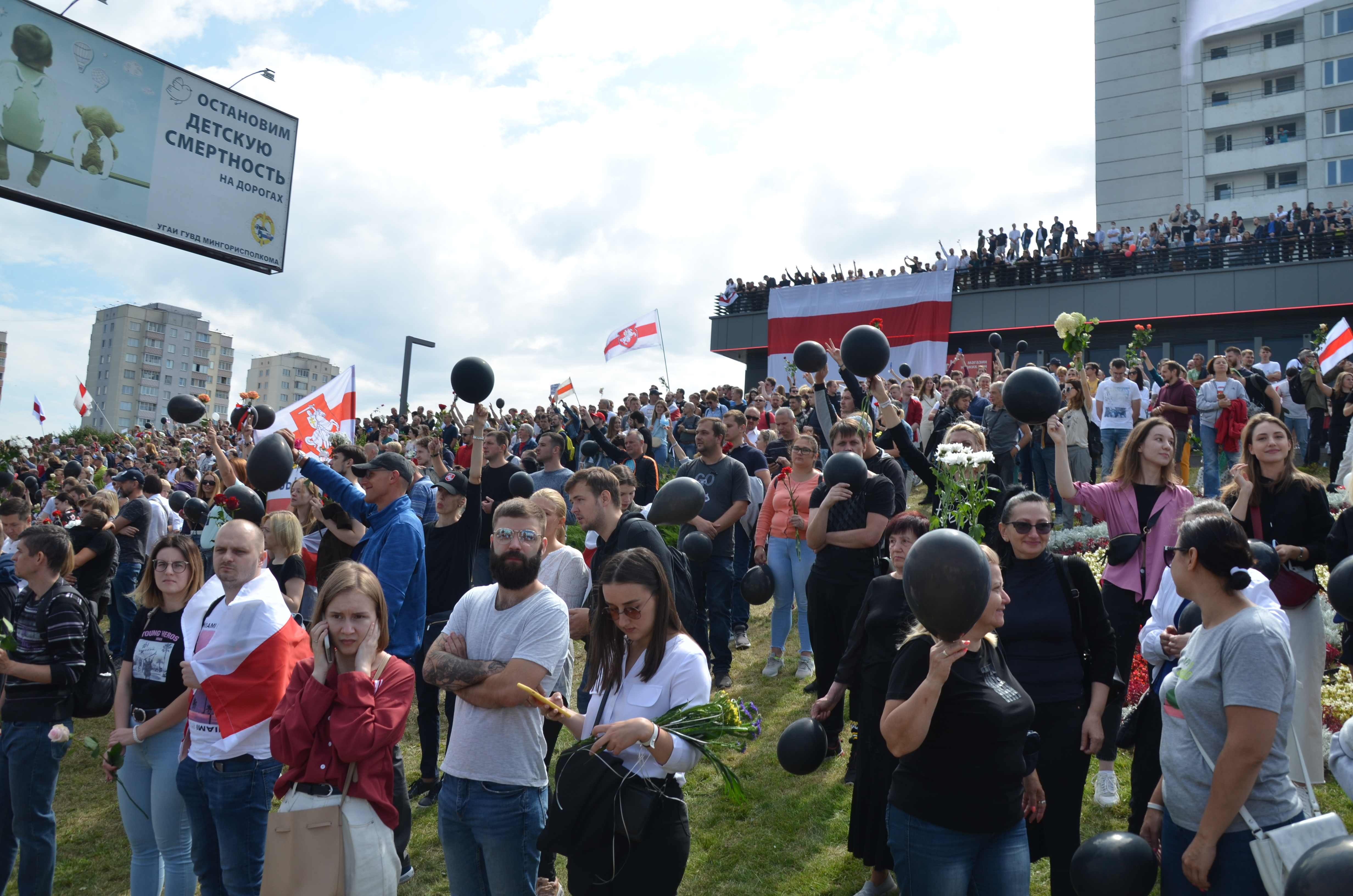
Акция памяти Александра Тарайковского, метро Пушкинская, Минск, 15 августа 2020 года

Утром 11 августа рядом с местом гибели Александра Тарайковского появился стихийный мемориал. В ночь с 11 на 12 августа, а затем и в ночь с 12 на 13 августа памятник уничтожался коммунальными службами.
13 августа послы стран Европейского союза, глава представительства ЕС, представители посольства США и других стран возложили цветы к стихийному мемориалу на Пушкинской возле места гибели Александра.
15 августа в 12 часов у метро «Пушкинская» была объявлена минута молчания в память о Тарайковском. Тысячи людей пришли к месту его гибели. Собравшиеся скандировали «Трибунал», автомобилисты сигналили им в поддержку. Почтить память погибшего приехали поэт Владимир Некляев, певец Макс Корж и представитель штаба экс-кандидата в президенты Виктора Бабарико Мария Колесникова.
В то же время в ритуальном зале на улице Ольшевского, куда просили прийти только родственников и знакомых, началось прощание с усопшим. Около 800 человек прошли через ритуальный зал и возложили цветы и венки. Когда гроб с Тарайковским выносили из зала, люди становились на колени, хлопали, демонстрировали знак победы и кричали «Слава герою!», «Жыве Беларусь!», а затем исполнили гимн «Магутны Божа». В тот же день Александр Тарайковский был похоронен на Западном кладбище.
2 сентября надпись «Не забудзем!» на тротуарной плитке рядом с народным мемориалом Тарайковскому была засыпана солью. К вечеру это вызвало стихийную акцию протеста. Люди принялись подметать соль и собирать её в мусорные пакеты, игнорируя милицию. Был задержан фотокорреспондент TUT.BY Вадим Замировский, который фотографировал происходящее. Сотрудники в штатском подошли к нему сзади, сбили с ног, заломали руки и быстро отвели в белый микроавтобус без номерных и опознавательных знаков. Через полчаса журналиста высадили в микрорайоне Сухарево. При этом журналиста избили, обыскали и забрали все карты памяти. Мемориал снова засыпали солью 4 сентября, но люди опять убрали соль. В ночь на 6 сентября надпись «Не забудзем!» закрасили люди в масках.
9 сентября двух жителей Минска задержали при попытке восстановления надписи «Не забудзем!» рядом с народным мемориалом Тарайковскому. В частности, 25-летняя минчанка написала слово «не» в этой надписи. Против них завели уголовное дело по статье «Хулиганство». Позже дело переквалифицировали на статью об осквернении сооружений и порче имущества. «Горремавтодор» заявил об ущербе, превышающем 10 тысяч белорусских рублей. Впоследствии обвинение ей было переквалифицировано на статьи о злостном хулиганстве и «Умышленные уничтожение либо повреждение имущества, совершенные общеопасным способом либо повлекшие причинение ущерба в крупном размере». Второму обвиняемому, 42-летнему минчанину, сначала инкриминировали осквернение сооружений, а потом переквалифицировали дело по таким же статьям, что и у первой обвиняемой. По состоянию на 28 октября оба обвиняемых находились под стражей в СИЗО в Жодино. 8 декабря женщину приговорили к полутора годам «домашней химии» (то есть ограничения свободы без направления в исправительное учреждение открытого типа), а мужчину — к двум годам колонии. В тот же день были озвучены приговоры ещё троим авторам надписи в память о Тарайковском: двоих человек приговорили к полутора годам «химии» (ограничение свободы с направлением в исправительное учреждение открытого типа), третьего — к двум годам колонии строгого режима. Изначально им было предъявлено обвинение по статье о хулиганстве, совершённом группой лиц, и по статье «Умышленные уничтожение либо повреждение имущества, совершенные общеопасным способом либо повлекшие причинение ущерба в крупном размере», но в ходе прений сторон прокурор отказалась от обвинений по второй статье.
17 сентября в Telegram-канале Светланы Тихановской появилось сообщение о том, что она готовит «Список Тарайковского» — отдельный санкционный список чиновников и силовиков, которые участвовали и продолжают участвовать в «милицейском произволе».
В мае 2021 года на месте мемориала Тарайковскому коммунальные службы установили мусорку.
За несанкционированное пикетирование 16 мая 2021 года около мемориала Тарайковскому были задержаны и впоследствии оштрафованы две женщины. По версии женщин, они возложили цветы к мемориалу; по версии свидетелей-милиционеров, пикетирование также выразилось в привлечении внимания водителей путём поднятия рук. Аналогичным образом в августе 2021 года — в том числе в годовщину гибели Тарайковского — шести человекам, которые возложили или попытались возложить цветы на месте его гибели, присудили штрафы или административный арест, сочтя их действия пикетированием.
В июне 2021 года стало известно, что налоговая инспекция насчитала вдове Тарайковского Елене Герман сумму подоходного налога, эквивалентную более 4 тысячам долларов, с денег, перечисленных ей сочувствующими людьми после гибели Александра.
27 января 2022 года суд Центрального района Гомеля признал экстремистскими значки с упоминанием Тарайковского и Геннадия Шутова, другого погибшего участника белорусских протестов 2020 года.
26 мая 2022 года умер отец Александра Тарайковского Валерий.

## Реакция
17 сентября 2020 года Европейский парламент в резолюции, одобренной абсолютным большинством депутатов, призвал к «независимому и эффективному расследованию» связанной с протестами смерти Александра Тарайковского.
19 ноября 2020 года посол США в Организации по безопасности и сотрудничеству в Европе Джим Гилмор выступил с заявлением относительно трехмесячной приостановки расследования смерти Александра Тарайковского, назвав её ещё одним признаком «безнаказанности, с которой белорусские силы безопасности продолжают жестокое подавление мирных демонстрантов».
26 ноября 2020 года Европейский парламент в своей резолюции, принятой абсолютным большинством депутатов, призвал к «быстрому, тщательному, беспристрастному и независимому расследованию» убийств во время протестов в Беларуси, в том числе Александра Тарайковского.
24 ноября 2022 г. Тарайковский был посмертно награждён Медалью ордена Погони Рады Белорусской народной республики.

## В культуре
Документальные кадры убийства Александра Тарайковского силовиками вошли в официальный видеоклип группы «Ногу Свело!» на песню «Молчание Ягнят» (премьера 8 октября 2020).
Памяти Александра Тарайковского посвящена песня «Смелость» российской группы «ЖЩ».
Он является прототипом одного из персонажей пьесы Андрея Курейчика «Обиженные. Беларусь(сия)».
В 2021 году в Таллине состоялась премьера спектакля «Error 403» по пьесе художественного руководителя Белорусского свободного театра Николая Халезина, в основу которой положена гибель Тарайковского.